# Sukoiva (kulle i Finland)
Sukoiva är en kulle i Finland. Den ligger i Savukoski kommun i landskapet Lappland, i den norra delen av landet, 900 km norr om huvudstaden Helsingfors. Toppen på Sukoiva är 351 meter över havet, eller 72 meter över den omgivande terrängen. Bredden vid basen är 1,0 km.
Terrängen runt Sukoiva är huvudsakligen platt. Trakten runt Sukoiva är nära nog obefolkad, med mindre än två invånare per kvadratkilometer. Det finns inga samhällen i närheten. Omgivningarna runt Sukoiva är i huvudsak ett öppet busklandskap.